# Palacio Duhau - Park Hyatt Buenos Aires

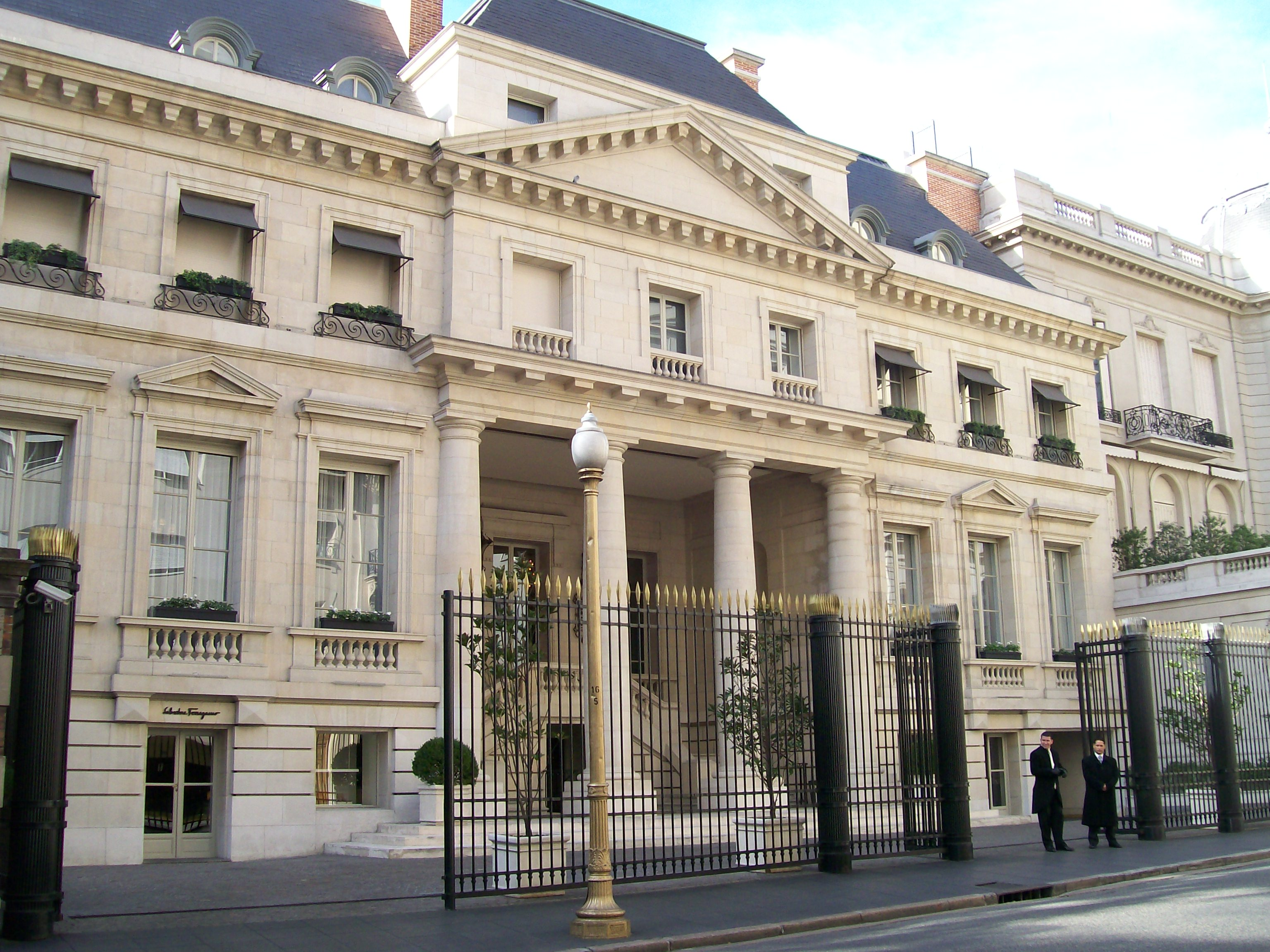
Das Hotel Park Hyatt in Buenos Aires

Das Palacio Duhau - Park Hyatt Buenos Aires ist ein 5-Sterne-Hotel in der argentinischen Hauptstadt Buenos Aires. Es befindet sich auf der Avenida Alvear 1661 im Stadtteil Recoleta.

## Überblick
Alejandro Hume, einem Argentinier britischer Abstammung, der mit dem Eisenbahnbau zu Wohlstand gelangt war, gehörte ein Grundstück an der heutigen Avenida Alvear, für das er von dem Architekten Carlos Ryder ein Haus entwerfen ließ. Erst kurz zuvor hatte Bürgermeister Torcuato de Alvear die bis dahin als Camino Bella Vista bekannte Straße verbreitern und verlängern lassen. Das Haus wurde 1890 fertiggestellt, 1913 engagierte die Familie den Landschaftsarchitekten Carlos Thays, um den Garten hinter dem Haus zu gestalten.
In den 1920ern wurde der Besitz an die Familie Duhau verkauft. Die Duhaus, bekannte Landbesitzer, beauftragten den Architekten León Dourge in Nachbarschaft des Hume-Hauses ein Domizil für sie zu bauen. Inspiriert von dem Château du Marais in der Umgebung von Paris, entwarf Dourge einen Palacio im neoklassizistischen Stil und ein Gästehaus, die beide 1932 fertiggestellt wurden. Die Geschwister Duhau zogen jedoch irgendwann in das Hume-Haus um, 1976 starb der letzte von ihnen. Der Palacio selber stand bis 2002 leer, als der lokale Bauunternehmer Juan Scalesciani den gesamten Besitz kaufte und eine Kooperation mit der Hyatt-Gruppe einging. Diese planten für den Standort ein neues Hotel, um das im Stadtteil Retiro gelegene Hotel zu ersetzen, das 2002 an die Hotelkette Four Seasons verkauft wurde.
Nach Investitionen in Höhe von 74 Millionen US$ und zahlreichen Verzögerungen bezüglich Privatsphäre mit der benachbarten Botschaft des Vatikans, wurde das Palacio Duhau - Park Hyatt Buenos Aires am 12. Juli 2006 eröffnet. Der Palacio selber, in dem viele Original-Details erhalten geblieben sind, hat 11 Zimmer und 12 Suiten. Der neue Anbau, am östlichen Ende des Gartens gelegen, hat 115 Zimmer und 27 Suiten.